# Mac Cone
Mac Cone (Memphis, 23 agosto 1952) è un cavaliere canadese, vincitore della medaglia d'argento nel salto ostacoli a squadre alle olimpiadi di Pechino 2008.

## Palmarès
- Olimpiadi

Pechino 2008: argento nel salto ostacoli a squadre.